# Sicília
Sicília (Sicìlia en sicilià i Sicilia en italià) és l'illa més gran de la Mediterrània, al sud de Nàpols, entre la mar Tirrena i la Jònica, que pertany a l'estat italià i en forma una regió amb estatut especial. La capital n'és Palerm. Es divideix en nou províncies. En llatí, l'illa de forma triangular situada al sud d'Itàlia, es deia Trinacria, que significa 'triangular'. No obstant això, el seu nom es deu al fet que anteriorment els grecs l'anomenaven Sikelia, a causa que la tribu nativa eren els sículs (sikels Σικελοί /sikeloi/ en grec).
A prop, es troben diverses illes més petites: els arxipèlags de les Illes Eòlies al nord-est, les Illes Ègades a l'oest, les Illes Pelàgiques al sud-oest, i les illes de Pantel·leria al sud i Ustica al nord-oest. És la regió més extensa d'Itàlia, amb 25.711 km², mesura que comprèn la superfície dels arxipèlags de les illes menors i la seva illa major. Està habitada per més de cinc milions de persones. És l'única regió italiana que té dues ciutats entre les deu més poblades del país: Palerm, la cinquena, i Catània, la desena.
És un dels centres turístics més importants d'Europa. En el segle xviii era l'última etapa del grand tour, el viatge que els joves aristòcrates europeus, en bona part britànics, duien a terme a Europa -molts a Itàlia- per perfeccionar la seva educació i formació espiritual.
La població de Sicília s'apropa als 5 milions d'habitants, molts dels quals són bilingües: parlen el sicilià (llengua autòctona) i l'italià (llengua oficial).

## Geografia
Sicília és una illa al sud de la península Itàlica, de la qual la separa l'estret de Messina, d'uns 3 km d'amplària. Queda a 140 km de Tunísia, al nord d'Àfrica, de la qual la separa el canal de Sicília. El mar Tirrè banya el seu litoral nord. Geològicament pertany a la mateixa placa tectònica que la península italiana i orogràficament és una regió dels Apenins, com moltes altres regions italianes.
La regió homònima comprèn també diverses illes menors, com l'arxipèlag de les set illes Eòlies o Lípari i Ustica al nord, i el de les tres illes Ègades a l'oest així com les illes de Pantelleria, Lampedusa, Linosa i altres de menors, al sud. Geogràficament, l'arxipèlag de Malta és part integrant de Sicília. Malta ha estat unida a Sicília, fins i tot políticament, fins al 1798, en què va ser ocupada durant gairebé dos anys per Napoleó. A l'inrevés, Les illes Pelàgiques, integrades a la província d'Agrigent, estan geogràficament unides a Tunísia.
El relleu de l'illa és en termes generals muntanyenc, en particular al nord, amb una prolongació dels Apenins que formen els anomenats Apenins sículs: muntanyes de Palerm, muntanyes de Trapani, Nebrodi, Madonia i Peloritani. Al sud-est es troben les muntanyes Ibleus. El centre i el sud estan compostos per pujols. Existeixen algunes planes, com la de Catània i l'anomenada conca d'Or, en la qual es troba Palerm. En el centre hi ha les muntanyes Erei, sobre les quals s'alça, a 948 msnm., la ciutat d'Enna. A l'oest, s'alcen altres muntanyes d'alçada variable, com les Sicanes, que culminen a Rocca Busambra (1.613 msnm) i mont Cammarata (1.578 msnm).
|  |  |  |
|  |  |  |
|  |  |  |

Situada en la trobada entre la placa euroasiàtica i la placa africana, l'illa és cèlebre pel volcà actiu Etna, que és el punt més alt de l'illa, amb els seus 3.323 msnm. Existeixen altres volcans dins de les illes Eòlies, al nord-est, l'Stromboli i el Vulcano, que es troben en actiu. Sicília està igualment exposada a terratrèmols, com el de Messina l'any 1908 o el de la vall del riu Belice el 1968.
La xarxa hidrogràfica està constituïda per nombrosos rius , encara que curts i de poc cabal. La major part flueixen des del centre cap al sud. El riu Salso (144 km) recorre Enna i Caltanissetta abans de desembocar al mar Mediterrani pel port de Licata. A l'est, es troben el riu Alcantara (52 km) a la província de Messina, que desemboca per Giardini Naxos; i el Simeto (113 km), que desemboca al mar Jònic al sud de Catània. Altres rius importants a l'illa són, al sud-oest,  Belice (107 km) i Platani (103 km).
L'illa es beneficia d'un clima mediterrani, amb hiverns suaus i humits i estius càlids i molt àrids. A la primavera, el paisatge és verd i florit. Els estius són groguencs i sense flors. L'aridesa és marcada al sud. L'afecta directament el xaloc, que arriba d'Àfrica i genera sobtats canvis de temperatura. Les precipitacions són escasses. Sicília pateix d'un dèficit d'aigua crònic, que ocasiona regularment talls de subministrament. Això no impedeix que l'agricultura sigui un dels seus principals recursos econòmics.

### Demografia
La gent de Sicília és representada normalment com molt orgullosa de la seva illa, la seva identitat i la seva cultura. És freqüent que les persones es descriguin a si mateixes primer com a sicilianes, més que no pas com a italianes.
Té una població d'aproximadament cinc milions de persones (5.044.900 habitants el 31-05-2010) i hi ha uns altres deu milions de descendents de sicilians al voltant del món, principalment a Amèrica del Nord, Argentina, Austràlia, Veneçuela i altres països europeus i llatinoamericans. Com la resta de la Itàlia meridional, la immigració a l'illa és molt baixa en comparació amb altres regions d'Itàlia, perquè els treballadors tendeixen a dirigir-se cap al nord d'Itàlia, a causa de les millors oportunitats d'ocupació. Les xifres ISTAT més recents mostren al voltant de cent mil immigrants, gairebé el 2% de la població: els romanesos són el grup majoritari, amb més de disset mil, seguit pels tunisians, els marroquins, els tàmils de Sri Lanka, els albanesos i d'altres, principalment d'Europa oriental.
A Sicília hi ha quinze ciutats que superen els 50.000 habitants. Són:
| Lloc | Municipi En negreta, les capitals de província | Població (2010 est.) | Província |
| ---- | ---------------------------------------------- | -------------------- | --------- |
| 1    | Palerm                                         | 656.607              | PA        |
| 2    | Catània                                        | 294.756              | CT        |
| 3    | Messina                                        | 242.721              | EM        |
| 4    | Siracusa                                       | 123.464              | SR        |
| 5    | Marsala                                        | 82.615               | TP        |

| Lloc | Municipi      | Població (2010 est.) | Província |
| ---- | ------------- | -------------------- | --------- |
| 6    | Gela          | 77.214               | CL        |
| 7    | Ragusa        | 73.512               | RG        |
| 8    | Trapani       | 70.700               | TP        |
| 9    | Vittoria      | 63.064               | RG        |
| 10   | Caltanissetta | 60.144               | CL        |

| Lloc | Municipi         | Població (2010 est.) | Província |
| ---- | ---------------- | -------------------- | --------- |
| 11   | Agrigent         | 59.126               | AG        |
| 12   | Bagheria         | 56.136               | PA        |
| 13   | Modica           | 55.060               | RG        |
| 14   | Acireale         | 52.997               | CT        |
| 15   | Mazara del Vallo | 51.458               | TP        |

### Divisions administratives
Administrativament Sicília es divideix en sis províncies i tres ciutats metropolitanes, cadascuna amb una capital del mateix nom. Les petites illes que l'envolten també formen part d'alguna de les províncies sicilianes: les Illes Eòlies, de Messina; l'illa d'Ustica, de Palerm; les Illes Ègades i l'illa de Pantel·leria, deTrapani, i les Illes Pelàgiques, d'Agrigent.

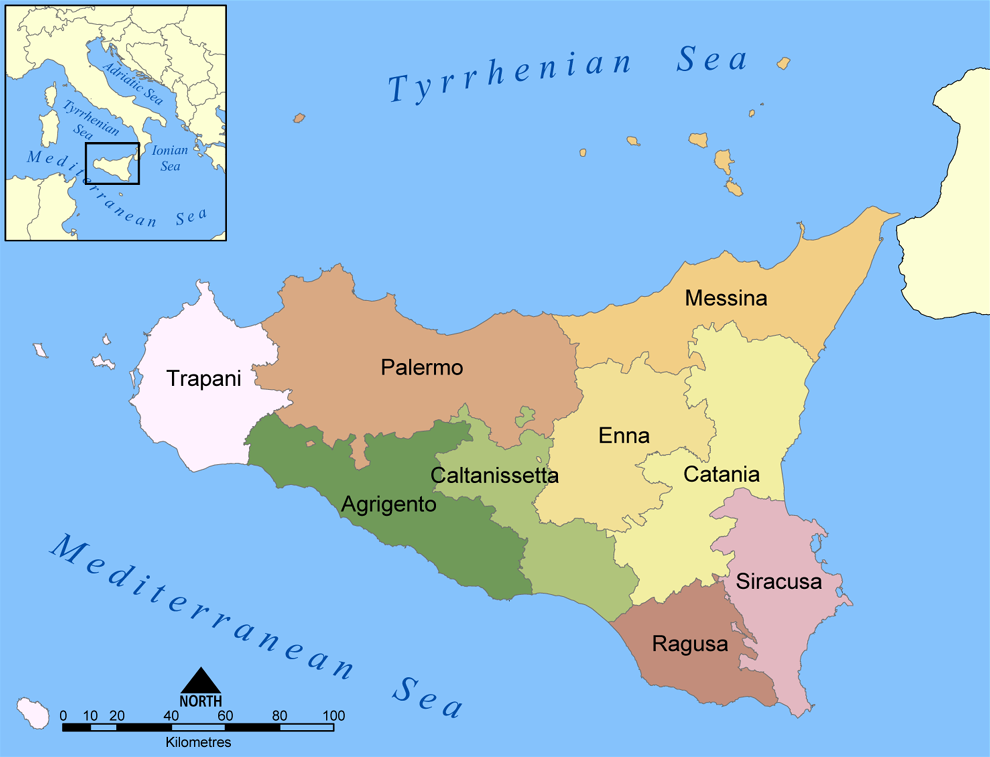
Províncies de Sicília

| Divisió                         | Superfície (km²) | Població  | Densitat (hab./km²) |
| ------------------------------- | ---------------- | --------- | ------------------- |
| Província d'Agrigent            | 3.042            | 448.053   | 149,6               |
| Província de Caltanissetta      | 2.128            | 272.359   | 127,9               |
| Ciutat metropolitana de Catània | 3.552            | 1.084.674 | 305,3               |
| Província d'Enna                | 2.562            | 173.558   | 67,7                |
| Ciutat metropolitana de Messina | 3.247            | 654.520   | 201,5               |
| Ciutat metropolitana de Palerm  | 4.992            | 1.244.012 | 249,2               |
| Província de Ragusa             | 1.614            | 313.698   | 194,3               |
| Província de Siracusa           | 2.109            | 402.680   | 190,9               |
| Província de Trapani            | 2.460            | 435.877   | 177,1               |

## Història

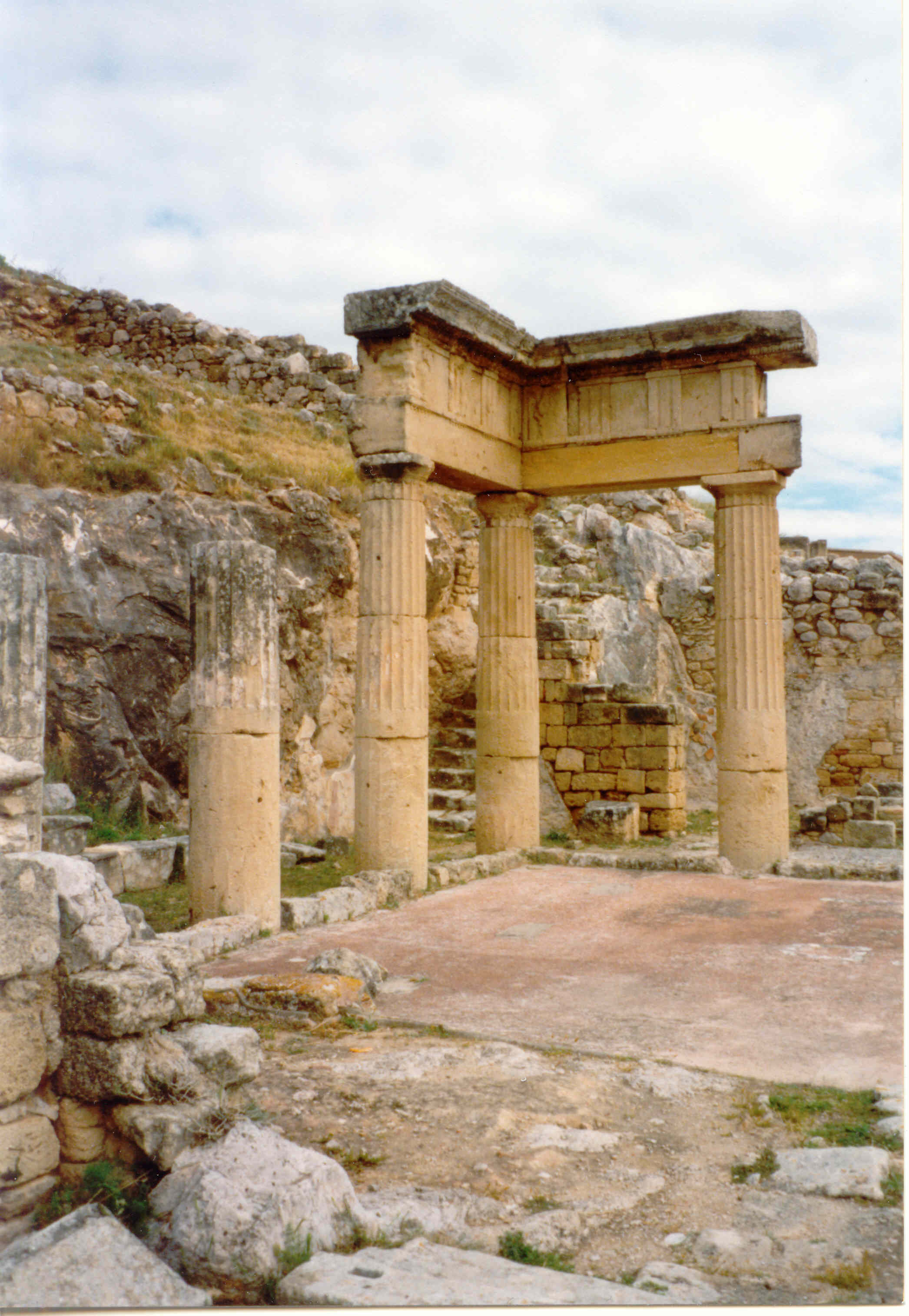
Ruïnes d'un temple a Soluntum

La història de Sicília ha vist a aquesta illa del Mediterrani, actual regió d'Itàlia, controlada normalment per grans potències (Roma, els vàndals, els romans d'Orient, els sarraïns, els Hohenstaufen, els aragonesos, els espanyols), però també va experimentar breus períodes d'independència, com amb els grecs, primer, i més tard amb l'emirat de Sicília després Regne de Sicília. Encara que actualment forma part de la República Italiana, manté la seva pròpia cultura diferenciada.
Sicília és tant la major regió del modern estat italià com la major illa del mar Mediterrani. La seva ubicació central i els seus recursos naturals li van assegurar una posició estratègica crucial a causa de la seva importància per a les rutes comercials mediterrànies. Per exemple, la zona va ser considerada com a part de la Magna Grècia, i Ciceró descrivia Siracusa com la ciutat més gran i bella de tota l'antiga Grècia.
La història econòmica de la Sicília rural es va basar en el latifundi, donada la centralitat de grans finques, originàriament feudals, usades per al cultiu de cereals i la ramaderia, amb una estructura de la propietat rural que es va desenvolupar al segle xiv i que va persistir fins a la Segona Guerra Mundial.
De vegades l'illa ha estat en el cor de grans civilitzacions; en altres temps no ha estat més que una colònia sense desenvolupament o progrés propis. La seva fortuna ha variat sovint depenent d'esdeveniments que els sicilians no podien controlar, en temps antics un pol d'atracció pels immigrants, en temps posteriors terra d'emigrants. Sicília forma part del Mezzogiorno (Itàlia meridional, incloent-hi Sicília i sovint Sardenya), una regió usualment caracteritzada per una economia predominantment agrària, per una tinença de terra gairebé feudal, per marcades diferències de classe i la presència de les vendette i de les activitats criminals de la Camorra a Nàpols i la màfia a Sicília.

### Història antiga

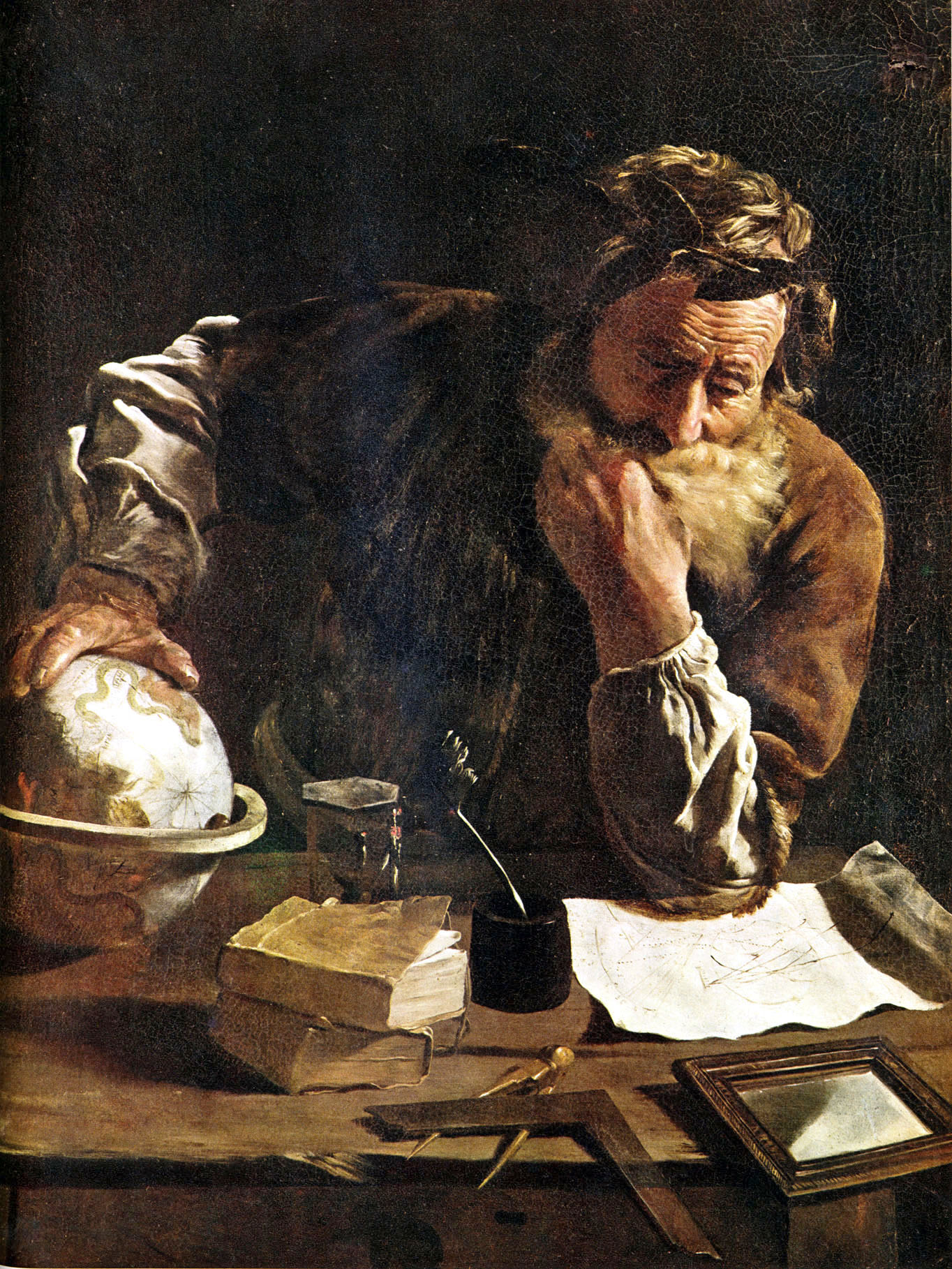
Arquimedes de Siracusa, pintat per Domenico Fetti el 1620

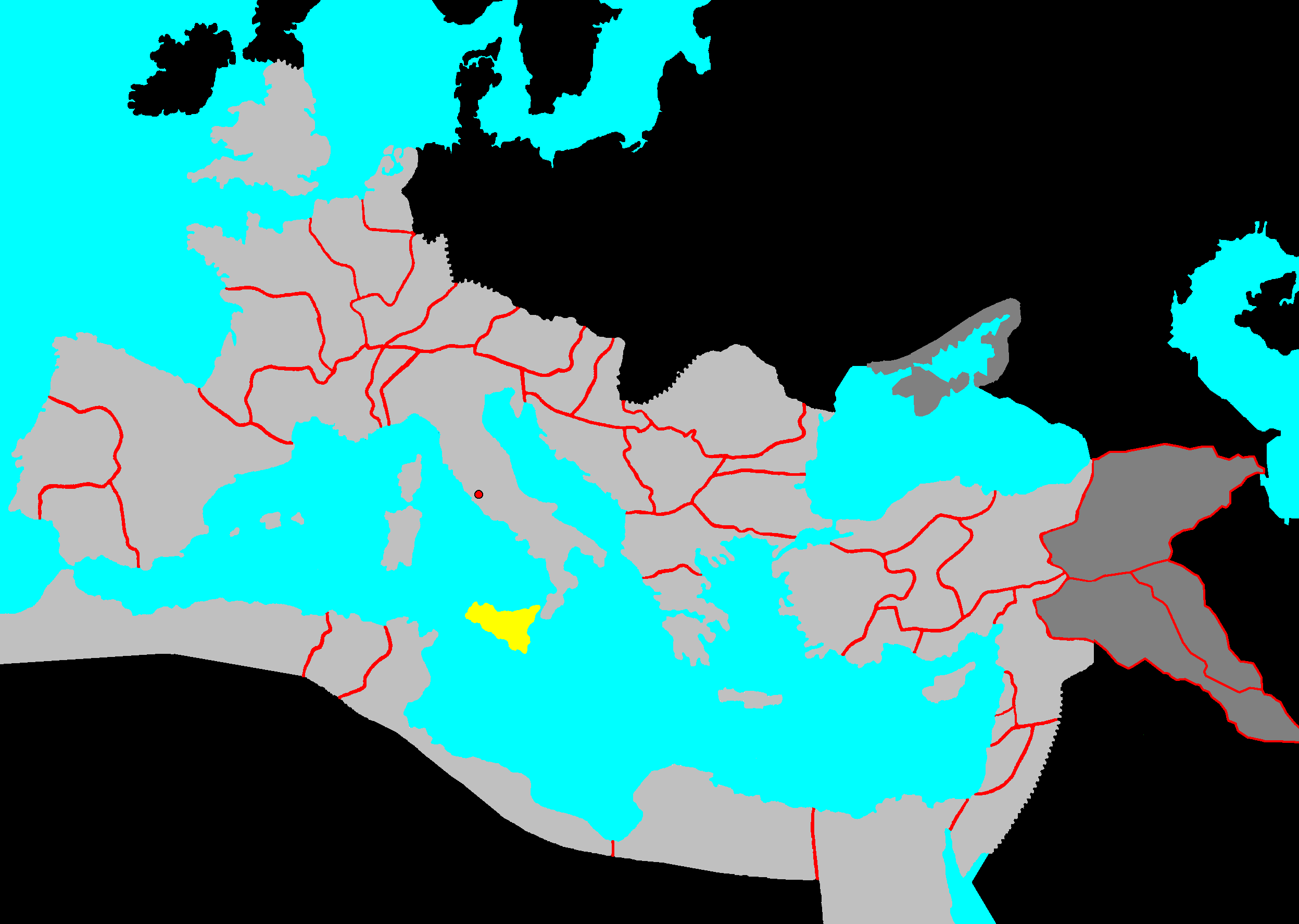
Sicília dins de l'Imperi Romà

Sicília, gràcies a la seva posició central en el mar Mediterrani, ha viscut en primera persona alguns dels més importants fets de la història. Des dels pobles que van precedir l'arribada dels grecs fins al segle xx, l'illa ha estat escenari d'invasions i un centre cultural d'extrema importància. En el segon mil·lenni aC, Sicília estava poblada per diferents ètnies: els sículs (els que van donar nom a l'illa), els sícans i els elims. Alguns personatges històrics procedents d'allà, foren anomenats indistintament com a sículs o de Sicília (per exemple, l'historiador Diodor Sícul o de Sicília).
En el segle viii aC, Sicília va caure en la marea colonitzadora grega. Els grecs hi van fundar diverses ciutats d'importància. La principal en va ser Siracusa, una de les parts més importants de la Magna Grècia, fundada per la branca dòria dels grecs.  Siracusa va esdevenir fidel aliat d'Esparta al Mediterrani occidental, raó per la qual va ser atacada infructuosament per Atenes l'any 413 aC, en el marc de la Guerra del Peloponnès. No obstant això, el pitjor enemic dels grecs a Sicília no van ser els grecs de l'est, sinó els cartaginesos. Enmig de les constants guerres entre grecs i cartaginesos pel control de Sicília, els tirans de Siracusa, com per exemple Dionisi el Vell, Dionisi el Jove o Timoleont, van convertir Sicília en un petit imperi propi.
No obstant això, enfront de la creixent pressió de Cartago, no van tenir altre remei que triar entre el seu domini cartaginès o el del naixent Imperi Romà. Durant la Primera Guerra púnica, els romans van conquistar tota Sicília, excepte Siracusa, que va aconseguir mantenir-se independent (241 aC). No obstant això, durant la Segona Guerra Púnica, Siracusa es va aliar amb Cartago, per la qual cosa els romans la van conquistar militarment el 212 aC, malgrat els intents del famós inventor Arquimedes per defensar-la amb els artefactes més moderns de la tecnologia militar de l'època.
Després de la conquesta, Sicília va ser reduïda a província romana. Va patir així l'espoli que era comú en tots els territoris conquerits, durant la República romana. Tant és així que va arribar un moment que Sicília, anomenada el graner de Roma, fou incapaç d'alimentar-se a si mateixa per aquesta raó. Es va portar a terme fins i tot un sonat procés judicial, per part de Ciceró, contra Verres, governador de l'illa, que va ser condemnat a causa de la seva corrupció i abús de poder. Sicília va ser província romana fins a la caiguda de l'Imperi Romà, en el segle v. En aquestes dates, els vàndals la van saquejar i sotmetre.

### Edat mitjana
A mitjan segle vi, hi va desembarcar el general Belisari, comandant de les tropes romanes d'Orient, que la va incorporar a l'Imperi Romà d'Orient, en les mans del qual romandria durant mig mil·lenni. Hi va haver fins i tot moments en la història romana d'Orient, com durant el govern de Maurici, en què es va pensar a traslladar la capital romana d'Orient des de Constantinoble a Sicília, a causa de la pressió que patia l'Imperi Romà d'Orient per part dels perses primer, i dels àrabs després, en la seva frontera oriental. Van ser precisament els musulmans sarraïns del nord d'Àfrica qui, a partir del segle viii, van iniciar atacs cada vegada més forts sobre Sicília i la van dominar (entre el 827 i el 878).

Conquesta musulmana de Sicília

Els fatimites es van trobar el 910 amb la resistència legítima pro aglàbida d'Ibn Kurhub, però s'hi van poder imposar i van dominar l'illa fins al 948. En aquests anys van fer repetits atacs a la Pulla, Calàbria i altres llocs del sud d'Itàlia. El ghulam Sabir, un esclau de la cort del fatimita Ubayd-Al·lah al-Mahdí (909-934), va emprendre el 928 una campanya contra els llombards de la costa de la mar Tirrena i en va ocupar diverses fortaleses (que és difícil d'identificar perquè els noms àrabs són pocs clars). L'imam fatimita Al-Qàïm (934–946) va enviar Yakub ibn Ishal a atacar la costa de Ligúria (934) i el 935 va conquerir Gènova. Després del 948, el poder va passar a la dinastia kalbita de Sicília, que va dominar l'illa durant un segle i que va seguir atacant la Itàlia del Sud periòdicament, especialment la Pulla i Calàbria. El 1015 Mudjahid ibn Abd Allah va encapçalar una expedició a Sardenya. A mitjan segle xi, la dinastia es va descompondre i alguns cadis van assolir el poder en alguns territoris.
La conquesta normanda va començar el 1061 i es va acabar pràcticament amb la conquesta de Palerm el 1072.

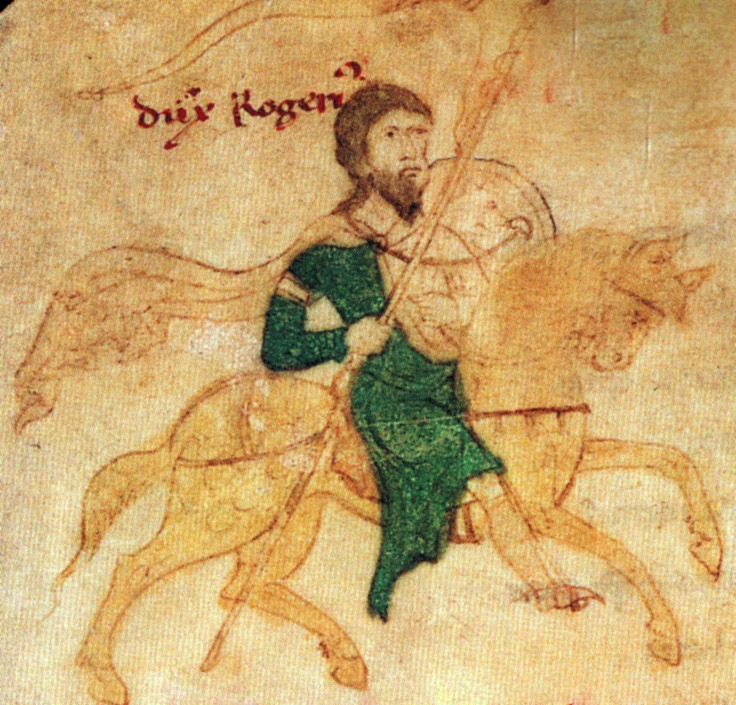
Roger II de Sicília

L'any 1061, un accident del destí va atreure allà els normands de Roger I de Sicília, que finalment va ser coronat a Palerm rei de l'illa. Un grapat de normands passava per Palerm camí de Terra Santa i van rebre una petició de socors per part de la ciutat, llavors assetjada pels sarraïns. Els normands, demostrant la seva llegendària fama en combat, van alliberar la ciutat del setge sarraí, però llavors van descobrir la riquesa de l'illa i la facilitat amb què podia ser conquerida. Durant la resta del segle xi, una vegada darrera l'altra els normands es van llançar sobre l'illa. Van tenir particular èxit els membres de la casa d'Hauteville (anomenats així per venir de la localitat d'Hauteville, a Normandia). El seu líder era Robert, fill de Tancred d'Hauteville, que tenia per sobrenom Guiscard (l'Atrevit). Robert Guiscard va treure sense contemplacions els romans d'Orient del sud d'Itàlia, mentre que el seu germà Roger I de Sicília va completar la conquesta de Sicília i va rebre de part del papa el títol de comte de Sicília. Roger I va morir el 1101. Després del brevíssim regnat del seu fill Simó, va pujar al poder Roger II de Sicília. Aquest va continuar la política expansionista del seu pare, reunificant els dominis continentals i insulars normands fins a construir un regne que dominava tant Sicília com el sud d'Itàlia i que serà la base del que després es coneixerà com el Regne de les Dues Sicílies. Roger II va ser un excel·lent administrador i va assegurar la tolerància religiosa per a musulmans i cristians ortodoxos, malgrat que ell mateix, a causa del seu conveni amb el papat, introduïa per primera vegada el catolicisme en aquestes terres. En política internacional va aconseguir ser nomenat rei de Sicília l'any 1130, títol que el papa Innocenci II va ratificar el 1139, després d'un confús període de guerres.
Després de la mort de Roger II, sota els governs de Guillem I el Dolent i Guillem II el Bo, Sicília continuà sent poderosa, però entrà en un cert declivi. Malgrat això, Guillem el Bo va aportar a la posteritat la catedral de Monreale, una de les joies de l'art romànic. A la seva mort, els drets hereditaris recaigueren sobre l'emperador Enric VI, però els nobles sicilians es van rebel·lar i van cridar un fill bastard de Roger II, Tancred de Lecce, perquè els governés, però Tancred va morir poc després. El tron va recaure així en Frederic II Hohenstaufen, que va governar com a rei de Sicília i emperador del Sacre Imperi romanogermànic. El destí de Sicília va continuar així lligat al de les Dues Sicílies.
Més endavant, la població de l'illa de Sicília es va aixecar contra la tutela del rei francès Carles d'Anjou, que va durar del 1282 al 1287. De resultes d'aquest aixecament, conegut com les Vespres Sicilianes, el rei d'Aragó Pere el Gran entrà en aquesta illa i les de Malta i Gozzo, i reclamà els drets de la seva esposa Constança de Sicília.
En els segles successius, Sicília es va transformar en camp de batalla del joc polític entre els angevins, l'Església i l'imperi. El casal de Barcelona va mantenir la corona, amb suport dels sicilians, a través de Frederic II de Sicília i els seus descendents. El matrimoni de Maria de Sicília amb Martí el jove la retornà a la monarquia aragonesa. En conquerir Nàpols, Alfons el Magnànim integrà l'illa al Regne de les Dues Sicílies.

### Edats moderna i contemporània
Sicília, a voltes com a regne separat, a voltes dins el Regne de les Dues Sicílies, quedà dins les possessions de la monarquia espanyola dels Habsburg fins passada la Guerra de Successió amb la victòria dels Borbons el 1714.
El primer Borbó espanyol, Felip V, es va veure obligat a renunciar-hi arran del Tractat d'Utrecht. Tanmateix, acabà en mans d'una branca lateral dels Borbó, unida a Nàpols. En aquest període es va anar transformant en un territori de latifundistes i grans terratinents, fet que en el segle xviii va originar una nova aportació siciliana a la història, la Màfia, nascuda com una organització de camperols en rebel·lió armada clandestina i permanent en contra dels latifundistes.

L'any 1815, Ferran de Borbó es va coronar amb el títol de rei de les Dues Sicílies. El seu vast regne comprenia, a més de les illes, Nàpols i la Itàlia meridional, i era més proper políticament a l'Imperi que a Espanya. En el segle xix, Sicília va passar a formar part d'Itàlia, quan les Dues Sicílies van ser conquerides militarment per Giuseppe Garibaldi. Des de llavors, la història siciliana ha estat vinculada estretament a la d'Itàlia. 

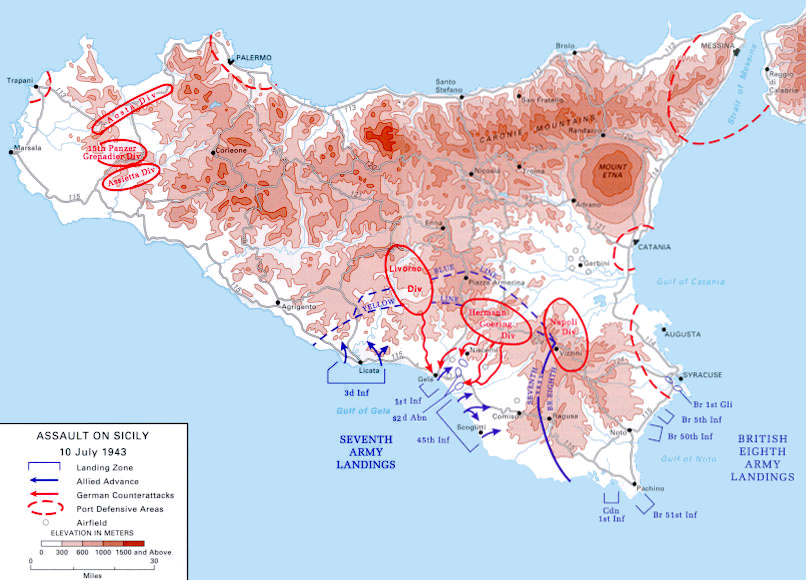
Mapa de l'operació Husky amb un esquema de tots els desembarcaments amfibis l'any 1943 del aliats (blau) i els desplegaments terrestres de les formacions alemanyes i italianes (vermell)

Tant és així, que durant la Segona Guerra Mundial va ser triada pels aliats per atacar Europa, en l'operació coneguda com a desembarcament de Sicília, l'any 1943.
Durant els primers anys posteriors a la Segona Guerra mundial, fou molt actiu l'independentisme sicilià, patrocinat pel Moviment Independentista Sicilià (MIS), dirigit per Lucio Tasca, Antonino Varvaro i Andrea Finocchiaro-Aprile, que fins i tot tenia el braç armat EVIS, d'Antonio Canepa i Salvatore Giuliano. La intervenció de la màfia i dels EUA provocaren la mort de Giuliano i la desfeta tant de l'EVIS com del MIS, que des d'aleshores serà una força política marginal.

## Política
Sicília és una regió amb estatut especial des de 1946. Els electors sicilians trien els 90 diputats regionals membres de l'Assemblea Regional Siciliana (ARS), òrgan legislatiu regional, i (des del 2001) el president de la Junta Regional (també anomenat president de la regió o governador).

## Economia

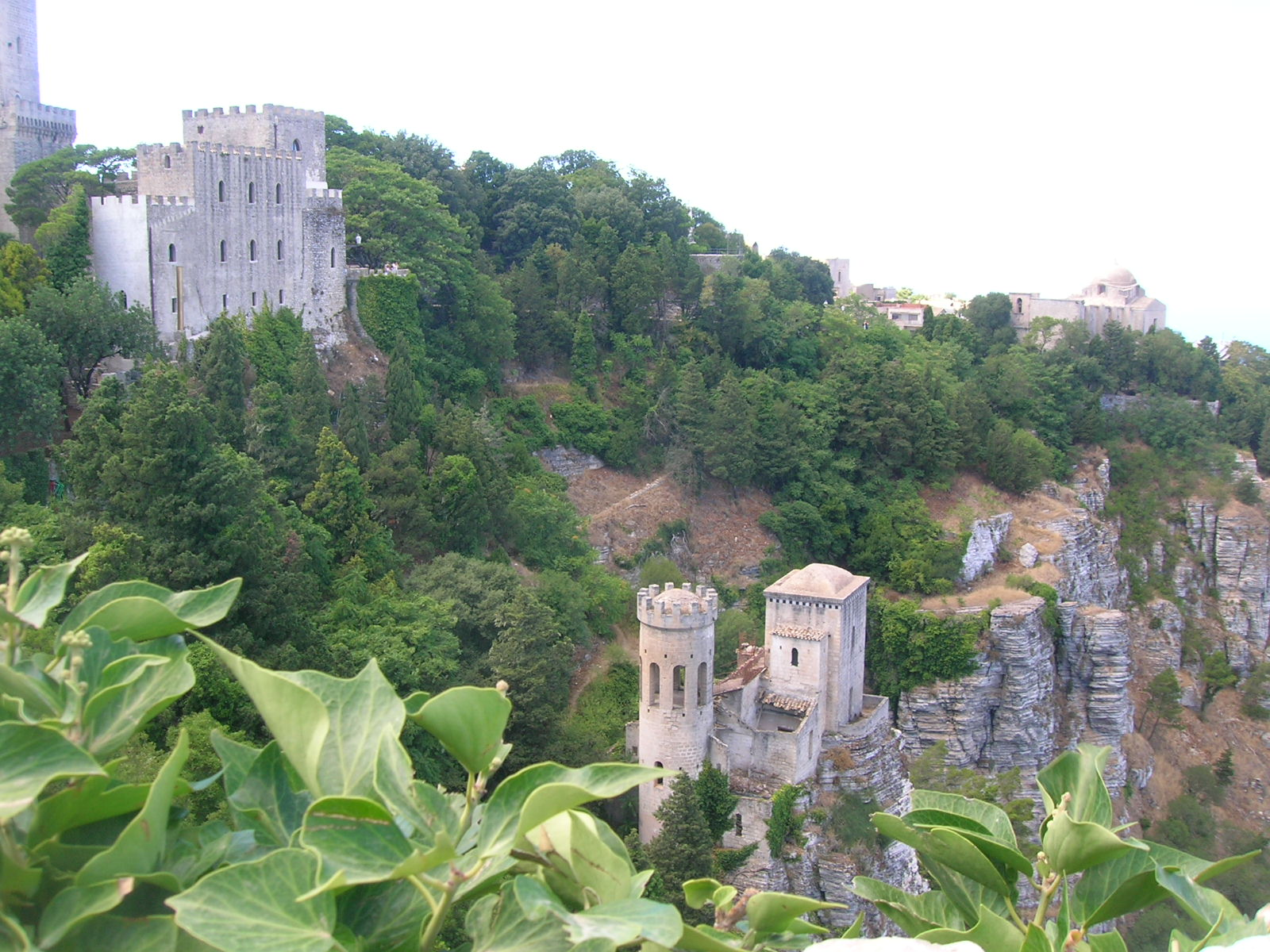
Castell d'Erice

Ben coneguda és la cultura del cultiu de taronges, llimones, mandarines, hortalisses, llegums i fruita seca, com a base dels productes d'aquesta terra. El cultiu de la vinya i la producció de vins són àmpliament reconeguts a l'estranger. Entre els més coneguts, el vi de Marsala, de la província de Trapani, el moscato (moscatell) de Pantel·leria, malvasia de Lipari, el nero d'Avola, i el més important vi sicilià d'avui dia, el Cerasuolo de Vittoria.
Ovins, caprins i equins estan presents en quantitat, mentre que els bovins estan presents en nombre limitat. La pesca constitueix un recurs molt valuós per a Sicília. Es pesquen, a banda de tonyina, sardines i verats, el peix blau típic del Mediterrani, que permet proveir a la indústria conservera la matèria primera necessària per al peix enllaunat i el peix fumat. A Mazara, a la província de Trapani, s'obtenen bons llobarros, gambetes a Ganzirri i al  nord de Messina, ostres.
Són ben conegudes també les salines de Trapani, des d'on s'extreu des de l'antiguitat una finíssima sal marina.

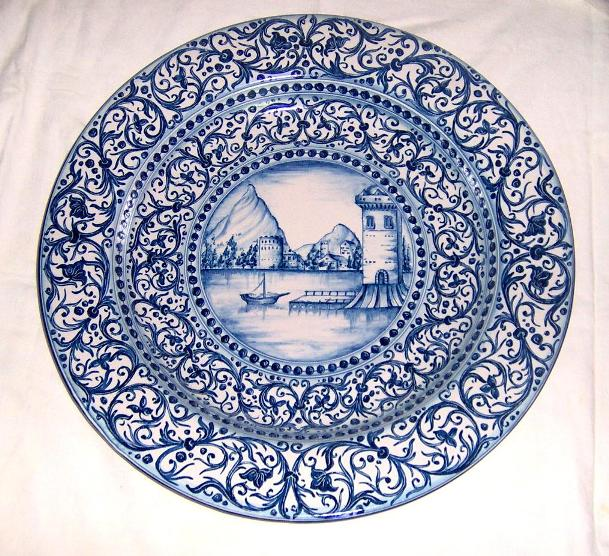
Plat de ceràmica de Caltagirone

La indústria del turisme és una activitat en creixement, afavorida per la presència de nombrosos jaciments arqueològics (Morgantina, vall dels Temples, Selinunte) i les belleses naturals. En els últims anys, s'ha invertit sobre la capacitat d'allotjament dels albergs, afavorint l'increment de la seva presència a l'illa. Entre altres destinacions turístiques de renom, hi ha localitats com Taormina, Agrigent, Siracusa, Caltagirone, Cefalù i Piazza Armerina (vil·la romana del Casale). L'interior de l'illa és un lloc ric en història, tradicions i sobretot en art i cultura, fortaleses, esglésies, boscos i espais naturals d'importància que donen gran valor a les àrees internes de les províncies d'Enna, Catània, Caltanissetta i Palerm.

## Cultura
La cultura siciliana presenta la característica particular de trobar-se en un context apartat de la realitat italiana, cosa que fa que s'expressi de vegades com una realitat diferent.
Sicília és un lloc on l'ambient, el paisatge, la història i els habitants determinen una sensibilitat diferent. Així ho testimonien els nombrosos noms que han fet i fan de Sicília una terra de cultura. Pintura, cinema i escriptura, per citar alguns camps del saber, distingeixen la manera de fer art dels sicilians.
En aquesta terra, neix la literatura italiana al costat de la cort de Frederic II; aquí neixen moltes idees polítiques, com les de Luigi Sturzo, i el parlament més antic; aquesta és la terra dels viatgers, d'aquells que van descobrir el coneixement en els orígens grecs d'Occident; la terra de les revoltes dels fasci siciliani, de la lluita entre la legalitat i la il·legalitat mafiosa.
En la història de les diferents dominacions, dels pobles que es van anar succeint, Sicília ha creat una identitat pròpia i única que s'expressa en les múltiples identitats dels seus habitants.
La llengua oficial parlada a Sicília és l'italià, però gran part de la població local parla també el sicilià (sicilianu), la llengua autòctona.

### Opera dei Pupi
L'opera dei pupi (teatre de titelles en italià) és una representació teatral els protagonistes de la qual són cavallers de Carlemany. Aquests titelles són una de les tradicions més característiques de Sicília.

### Llengua siciliana
Molts sicilians són bilingües, parlen l'italià i el sicilià, una llengua romànica diferent que prové també del llatí vulgar, amb influències del grec, l'àrab, el francès, l'occità, l'alemany, el català i el castellà. Encara que alguns el considerin un dialecte, de fet es tracta d'una llengua romànica diferent de l'italià, amb una rica història i un extens vocabulari (més de 250.000 paraules), a causa de la influència dels diferents dominadors de l'illa. El sicilià també es parla al centre i al sud de Calàbria i a la part sud d'Apúlia, anomenada Salento. El sicilià també va tenir una influència significativa en la formació del maltès, sobretot fins a finals del segle xviii.
En sicilià, les paraules masculines acaben amb "u" mentre que les femenines acaben amb "a". El plural és normalment "i", tant per a les paraules masculines com per a les femenines. El sicilià substitueix la "LL" italiana per "DD", de manera que per exemple "bello" (bonic) seria "beddu" en sicilià.

## Llocs d'interès
Ciutat metropolitana de PalermSanta Flavia, Monreale, Cefalù
Província de TrapaniTrapani, Segesta, Erice
Província d'EnnaEnna, vil·la romana del Casale
Ciutat metropolitana de CatàniaCatània, Acireale, Aci Castello, Etna, Palerm, Nicolosi, Paternò, Caltagirone, Randazzo, Milo, Zafferana Etnea
Ciutat metropolitana de MessinaMessina, Taormina
Província d'AgrigentAgrigento
Província de RagusaRagusa
Província de SiracusaSiracusa
Província de CaltanissettaCaltanissetta